# Hooggerechtshof van Israël
Het Israëlisch Hooggerechtshof is de hoogste rechtbank van Israël, gevestigd in Jeruzalem.

## Samenstelling
Het Hooggerechtshof bestaat uit vijftien rechters die benoemd worden door de president van Israël. Zij zijn lid van het Hof tot hun zeventigste of wanneer zij eerder verwijderd worden of zelf opstappen. De rechters worden voorgedragen door een comité bestaande uit drie leden van het Hooggerechtshof, waaronder de opperrechter, twee kabinetsleden, waaronder de minister van Justitie, twee leden van de Knesset en twee leden van het tableau. Minimaal zeven van de negen leden moeten akkoord gaan om te komen tot een voordracht.
Kandidaten moeten minimaal vijf jaar ervaring hebben als districtsrechter of minimaal tien jaar ervaring binnen de juridische sector, waarvan vijf jaar in Israël. Van deze eisen kan worden afgezien wanneer iemand bekend staat als een "uitmuntend jurist", maar van deze mogelijkheid is slechts een keer gebruik gemaakt in het bestaan van het Hooggerechtshof.

## Bevoegdheden
Israël kent geen grondwet, alleen een aantal basiswetten. Het Hooggerechtshof kijkt of wetgeving en overheidshandelen niet strijdig zijn met die basiswetten. In de Palestijnse gebieden heeft het Hof alleen bevoegdheid over de aldaar in Israëlische nederzettingen gevestigde kolonisten. Zo vallen de Palestijnen daar onder de bevoegdheid van militaire rechtbanken. Een uitzondering geldt voor Oost-Jeruzalem en de Golanhoogten.
Het Hooggerechtshof functioneert ook als hoogste hof van beroep. Zij heeft tevens het laatste woord in zaken die betrekking hebben op de geldigheid van verkiezingen en strafmaatregelen tegen leden van het tableau. Zaken die betrekking hebben op de overheidsinstanties komen doorgaans direct terecht bij het Hooggerechtshof. Ook het Israëlisch defensieleger valt onder de rechterlijke toetsing van het Hooggerechtshof. Het Hooggerechtshof heeft een ruime discretionaire bevoegdheid om uitspraak te doen over zaken waarin zij het noodzakelijk acht om in het belang van de rechtspleging verlichting te verlenen en die niet onder de bevoegdheid van een andere rechtbank of tribunaal vallen.
Rechters spreken hun oordeel uit in individueel opgestelde opinies. Rechters kunnen zich aansluiten bij de opinie van een collega. Zij hebben echter de mogelijkheid om te komen met een afwijkende opinie. Ook rechters die zich aansluiten bij de uitkomst van een proces kunnen een eigen opinie indienen.

## Gebouw

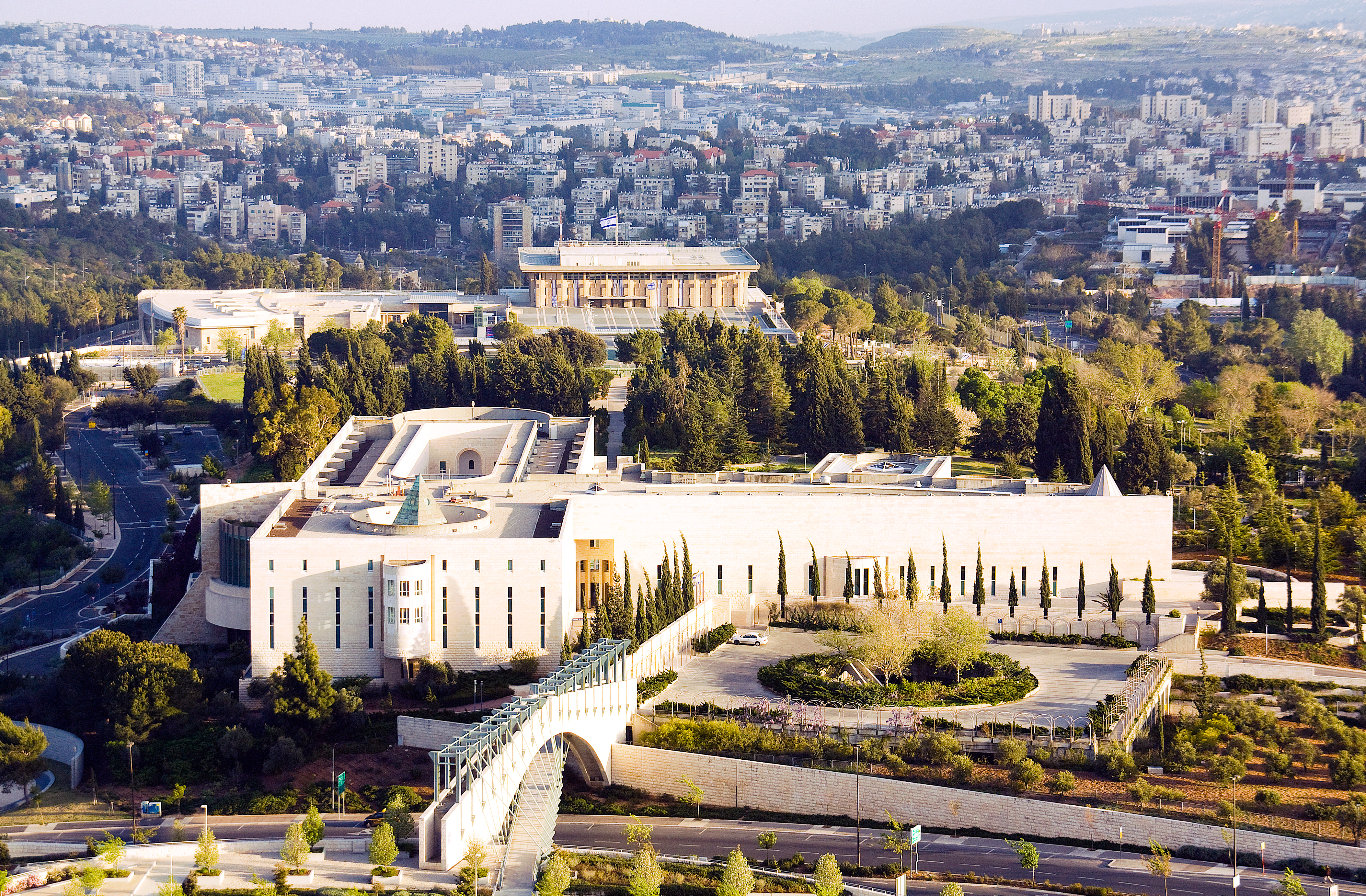
Het gebouw van het Hooggerechtshof

Het huidige onderkomen werd bekostigd door de Joodse filantrope Dorothy de Rothschild. Buiten de kamer van de opperrechter hangt ingelijst de brief die Rothschild schreef aan premier Shimon Peres, waarin ze haar intentie uitsprak om de kosten te dragen voor een nieuw gebouw voor het Hooggerechtshof. Het gebouw werd ontworpen door Ram Karmil en Ada Karmi-Melamede en opende haar deuren in 1992. Het gebouw is gevestigd tussen de Knesset en de residentie van de premier in.

## Hervormingen
Vooral rechtse partijen zijn kritisch op het Hooggerechtshof. Zo blokkeert het Hooggerechtshof soms wetten of maatregelen, bijvoorbeeld om de rechten van minderheden te beschermen.
De regering van president Benjamin Netanyahu, afhankelijk van een aantal rechtse, religieuze partijen, kwam in het voorjaar van 2023 met een voorstel op het Hooggerechtshof te hervormen. Het was veel parlementariërs een doorn in het oog dat ongekozen rechters een gekozen regering en parlement konden terugfluiten. Bovendien vonden ze dat het Hooggerechtshof qua samenstelling geen goede afspiegeling van de bevolking vormde, omdat leden van Hooggerechtshof zelf een sterke invloed hebben op nieuwe benoemingen.
Het wetsvoorstel bepaalde dat hervormingen alleen geblokkeerd konden worden wanneer het Hooggerechtshof unaniem tegen was. Bovendien zou de Knesset een grotere inspraak krijgen op wie benoemd werden in het Hooggerechtshof. Het nieuwe wetsvoorstel leidde tot massale protesten in heel Israël, waarop premier Netanyahu de behandeling voorlopig uitstelde.